# أروانا
الأروانا أو قرد الماء (الاسم العلمي: Osteoglossum) هي جنس من الأسماك يتبع فصيلة عظمية اللسان من رتبة عظميات اللسان.
موطنها في جنوب شرق آسيا، أروانا الآسيوية تسكن الأنهار التي تسمى ذات المياه السوداء أو المياه بطيئة الحركة التي تتدفق من خلال المستنقعات والغابات والأراضي الرطبة. تتغذى الاسماك البالغة على الأسماك الأخرى، بينما تتغذى الصغار على الحشرات.
أسماك الحوض هذه لها شعبية خاصة في الثقافة الصينية .
اسم «دراغونفيش» ينبع من تشابهها مع التنين الصيني. ولهذه الشعبية آثار إيجابية وسلبية على حد سواء

## أنواع الأروانا
- أروانا فضية
- أروانا سوداء